# Carlo Emanuele di Savoia-Carignano
Carlo Emanuele Ferdinando Giuseppe Luigi Maria di Savoia-Carignano (Racconigi, 24 ottobre 1770 – Parigi, 16 agosto 1800) fu il sesto principe di Carignano.
Era il padre del re Carlo Alberto di Savoia e nonno di Vittorio Emanuele II d'Italia.

## Biografia

### Infanzia

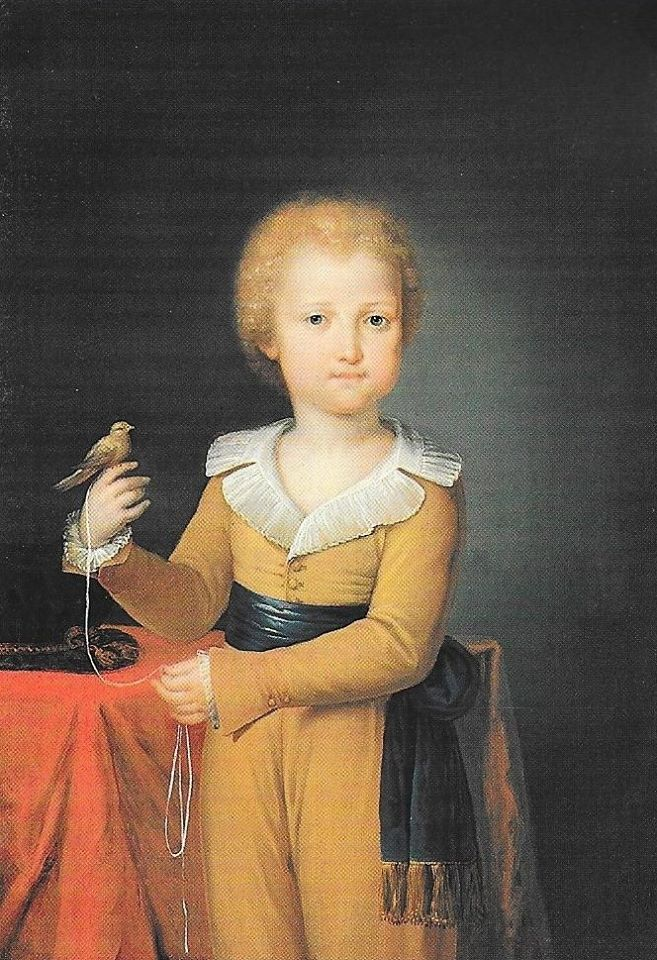
Carlo Emanuele ritratto in tenera età

Figlio di Vittorio Amedeo II e di Giuseppina Teresa di Lorena-Armagnac, Carlo Emanuele di Savoia-Carignano nacque al Castello di Racconigi nel 1770.

### Matrimonio

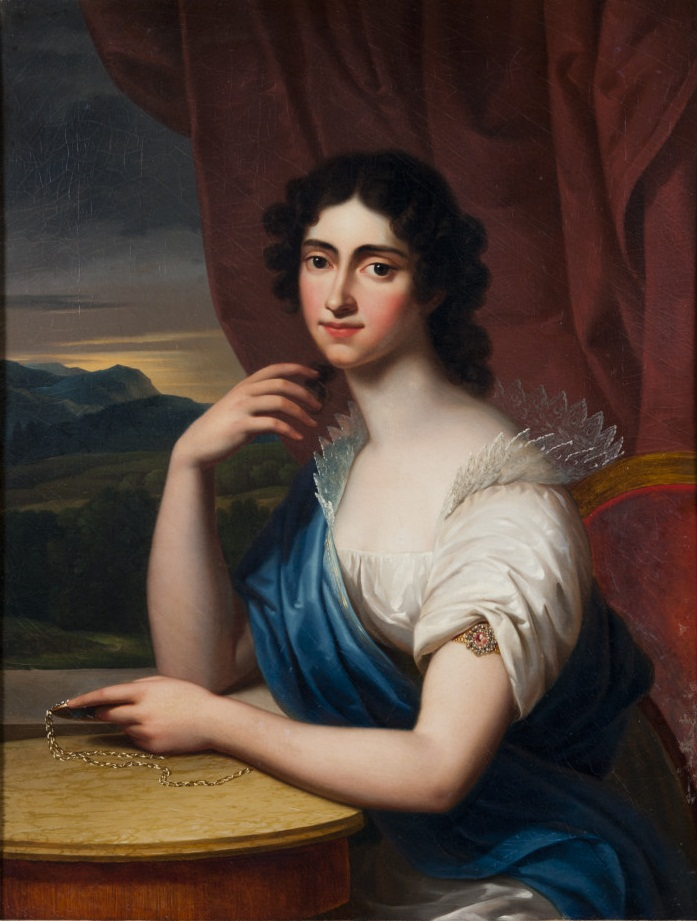
Maria Cristina Albertina di Sassonia

Carlo Emanuele sposò a Torino il 24 ottobre 1797 la principessa Maria Cristina Albertina di Sassonia (Dresda, 7 dicembre 1779 - Parigi, 24 novembre 1851), figlia di Carlo di Sassonia, duca di Curlandia e Semigallia, nonché figlio a sua volta di re Augusto III di Polonia.

### Carriera militare

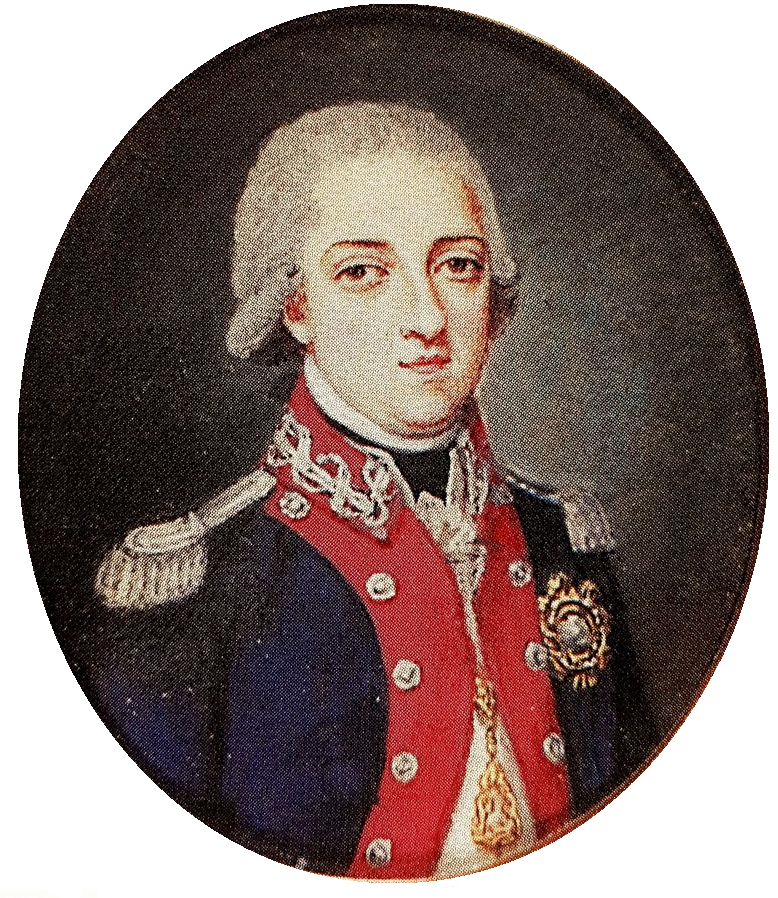
Carlo Emanuele di Savoia, principe di Carignano, in un ritratto del XVIII secolo

Sin dalla giovane età intraprese la carriera militare, studiando presso collegi militari parigini e sviluppando idee liberali che lo resero da subito inviso alla conservatrice nobiltà piemontese dell'epoca. Ad ogni modo, quando scoppiò la Rivoluzione francese, combatté contro i rivoluzionari dal 1792 al 1796 nella speranza di non far capitolare il Piemonte in mano nemica, ma dopo l'abdicazione di Carlo Emanuele IV decise di rimanere a Torino (sperando nella mancata confisca dei beni) ed aderì al nuovo governo repubblicano dal 1798, venendo quindi privato dei propri titoli sulla base delle leggi rivoluzionarie.
I francesi, però, non fidandosi della sua persona, decisero di confinarlo dapprima nella cittadella di Torino, poi a Digione ed infine a Chaillot (un quartiere di Parigi), dove visse in casa di un certo Villement, addetto di polizia incaricato di sorvegliarlo, e dove morì in seguito.

### Morte
Carlo Emanuele morì a Parigi nel 1800 a causa di una improvvisa paralisi e le sue spoglie vennero tumulate presso la cripta reale della basilica di Superga, a Torino, nel 1835 per volontà del figlio Carlo Alberto. Ai titoli nobiliari gli succedette il figlio Carlo Alberto.

## Discendenza

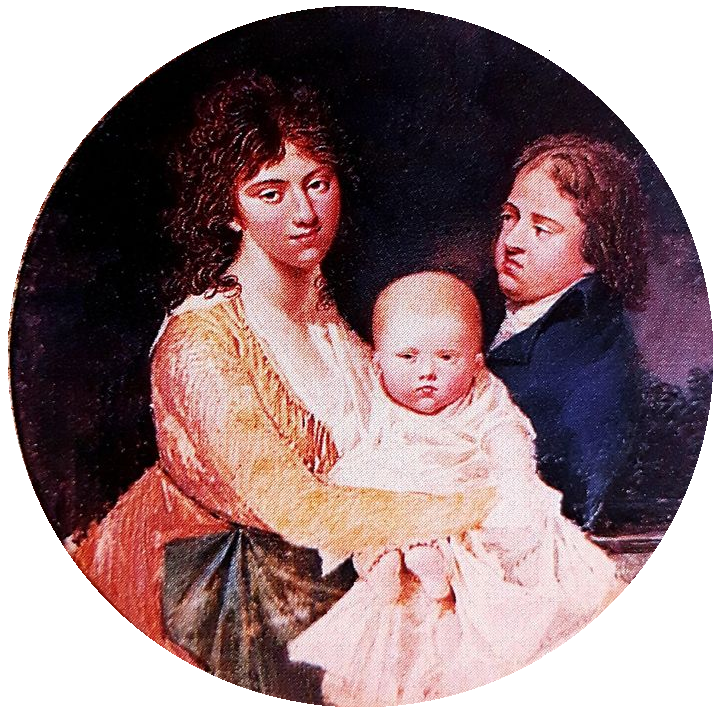
Il principe Carlo Emanuele di Savoia-Carignano, la principessa Maria Cristina Albertina di Sassonia ed il piccolo Carlo Alberto in un ritratto del XVIII secolo

Il principe Carlo Emanuele di Savoia-Carignano e la principessa Maria Cristina Albertina di Sassonia ebbero:
- Carlo Alberto, principe di Carignano (1798-1831), successivamente Re di Sardegna e Duca di Savoia (1831-1849)
- Maria Elisabetta (1800-1856), sposò l'arciduca d'Austria, Ranieri Giuseppe d'Asburgo-Lorena

## Ascendenza
|                                                 |                                      |                                              | Genitori                                   |  |  | Nonni |  |  | Bisnonni                              |  |  | Trisnonni                              |  |
|                                                 |                                      |                                              |                                            |  |  |       |  |  | Vittorio Amedeo I di Savoia-Carignano |  |  | Emanuele Filiberto di Savoia-Carignano |  |
|                                                 |                                      |                                              |                                            |  |  |       |  |  | Vittorio Amedeo I di Savoia-Carignano |  |  | Emanuele Filiberto di Savoia-Carignano |  |
|                                                 |                                      | Maria Caterina d'Este                        |                                            |  |  |       |  |  | Vittorio Amedeo I di Savoia-Carignano |  |  |                                        |  |
| Luigi Vittorio di Savoia-Carignano              |                                      |                                              |                                            |  |  |       |  |  | Vittorio Amedeo I di Savoia-Carignano |  |  |                                        |  |
|                                                 |                                      | Maria Vittoria Francesca di Savoia           | Vittorio Amedeo II di Savoia               |  |  |       |  |  |                                       |  |  |                                        |  |
|                                                 |                                      | Maria Vittoria Francesca di Savoia           | Vittorio Amedeo II di Savoia               |  |  |       |  |  |                                       |  |  |                                        |  |
|                                                 |                                      | Maria Vittoria Francesca di Savoia           | Jeanne Baptiste d'Albert                   |  |  |       |  |  |                                       |  |  |                                        |  |
| Vittorio Amedeo II di Savoia-Carignano          |                                      | Maria Vittoria Francesca di Savoia           |                                            |  |  |       |  |  |                                       |  |  |                                        |  |
|                                                 |                                      | Ernesto Leopoldo d'Assia-Rheinfels-Rotenburg | Guglielmo d'Assia-Rotenburg                |  |  |       |  |  |                                       |  |  |                                        |  |
|                                                 |                                      | Ernesto Leopoldo d'Assia-Rheinfels-Rotenburg | Guglielmo d'Assia-Rotenburg                |  |  |       |  |  |                                       |  |  |                                        |  |
|                                                 |                                      | Ernesto Leopoldo d'Assia-Rheinfels-Rotenburg | Maria Anna di Löwenstein-Wertheim          |  |  |       |  |  |                                       |  |  |                                        |  |
| Cristina Enrichetta d'Assia-Rheinfels-Rotenburg |                                      | Ernesto Leopoldo d'Assia-Rheinfels-Rotenburg |                                            |  |  |       |  |  |                                       |  |  |                                        |  |
|                                                 |                                      | Eleonora di Löwenstein-Wertheim-Rochefort    | Massiimiliano Carlo di Löwenstein-Wertheim |  |  |       |  |  |                                       |  |  |                                        |  |
|                                                 |                                      | Eleonora di Löwenstein-Wertheim-Rochefort    | Massiimiliano Carlo di Löwenstein-Wertheim |  |  |       |  |  |                                       |  |  |                                        |  |
|                                                 |                                      | Eleonora di Löwenstein-Wertheim-Rochefort    | Maria Polyxena Khuen di Lichtenberg        |  |  |       |  |  |                                       |  |  |                                        |  |
| Carlo Emanuele di Savoia                        |                                      | Eleonora di Löwenstein-Wertheim-Rochefort    |                                            |  |  |       |  |  |                                       |  |  |                                        |  |
|                                                 | Luigi di Lorena, principe di Lambesc | Enrico di Lorena, conte di Brionne           |                                            |  |  |       |  |  |                                       |  |  |                                        |  |
|                                                 | Luigi di Lorena, principe di Lambesc | Enrico di Lorena, conte di Brionne           |                                            |  |  |       |  |  |                                       |  |  |                                        |  |
|                                                 | Luigi di Lorena, principe di Lambesc | Marie Madeleine d'Epinay                     |                                            |  |  |       |  |  |                                       |  |  |                                        |  |
| Luigi Carlo di Lorena, principe di Lambesc      | Luigi di Lorena, principe di Lambesc |                                              |                                            |  |  |       |  |  |                                       |  |  |                                        |  |
|                                                 |                                      | Jeanne Henriette Marguerite de Durfort       | Jacques Henri de Durfort, Duca di Duras    |  |  |       |  |  |                                       |  |  |                                        |  |
|                                                 |                                      | Jeanne Henriette Marguerite de Durfort       | Jacques Henri de Durfort, Duca di Duras    |  |  |       |  |  |                                       |  |  |                                        |  |
|                                                 |                                      | Jeanne Henriette Marguerite de Durfort       | Louise Madeleine Eschalard de La Marck     |  |  |       |  |  |                                       |  |  |                                        |  |
| Giuseppina di Lorena                            |                                      | Jeanne Henriette Marguerite de Durfort       |                                            |  |  |       |  |  |                                       |  |  |                                        |  |
|                                                 |                                      | Carlo de Rohan, principe di Rochefort        | Carlo III de Rohan, principe di Guéméné    |  |  |       |  |  |                                       |  |  |                                        |  |
|                                                 |                                      | Carlo de Rohan, principe di Rochefort        | Carlo III de Rohan, principe di Guéméné    |  |  |       |  |  |                                       |  |  |                                        |  |
|                                                 |                                      | Carlo de Rohan, principe di Rochefort        | Charlotte Élisabeth de Cochefilet          |  |  |       |  |  |                                       |  |  |                                        |  |
| Louise de Rohan-Rochefort                       |                                      | Carlo de Rohan, principe di Rochefort        |                                            |  |  |       |  |  |                                       |  |  |                                        |  |
|                                                 |                                      | Eléonore de Béthisy                          | Eugène Marie de Béthisy                    |  |  |       |  |  |                                       |  |  |                                        |  |
|                                                 |                                      | Eléonore de Béthisy                          | Eugène Marie de Béthisy                    |  |  |       |  |  |                                       |  |  |                                        |  |
|                                                 |                                      | Eléonore de Béthisy                          | Eléonore Oglethorpe                        |  |  |       |  |  |                                       |  |  |                                        |  |
|                                                 |                                      | Eléonore de Béthisy                          |                                            |  |  |       |  |  |                                       |  |  |                                        |  |